# 齋藤健
齋藤健（1959年6月14日—），日本政治家，自由民主黨黨員，曾任法務大臣。

## 生平
出身於東京都新宿區。前任農林水產大臣。2009年至今連續當選4屆眾議院議員，在自民黨內屬於水月會（石破派）。
歷任農林水産副大臣（第3次安倍第1次改造內閣、第3次安倍第2次改造內閣）、環境大臣政務官（第2次安倍內閣）、埼玉縣副知事等職務。

## 外部連結
- 官方網站 （页面存档备份，存于）
- 齋藤健的X（前Twitter）

| 官衔                     | 官衔                                                        | 官衔                      |
| ------------------------ | ----------------------------------------------------------- | ------------------------- |
| 前任： 山本有二          | 農林水產大臣 第61代：2017年—                                | 繼任： （現職）           |
| 前任： 阿部俊子 小泉昭男 | 農林水產副大臣 與伊東良孝一起 →與礒崎陽輔一起 2015年—2017年 | 繼任：  礒崎陽輔 谷合正明 |
| 前任： 中島正純 高山智司 | 環境大臣政務官 與秋野公造一起 2012年—2013年                 | 繼任：  牧原秀樹 浮島智子 |